# Youcef Dris
Youcef Dris (aussi Youssef Dris), né le 25 octobre 1945 à Tizi Ouzou, est un journaliste et écrivain algérien.

## Biographie
Il a fait ses premiers pas dans la presse en 1970 avec des nouvelles dans le journal El Moudjahid. Par la suite, il a été rédacteur en chef dans un groupe de presse Ouest Tribune d'Oran. Il a dirigé deux hebdomadaires culturels et publié une trentaine d'ouvrages. Il intervient aussi dans les pages du Quotidien d'Oran en publiant des dossiers de société.  

## Œuvres

### Poèmes
- Grisaille, 1993
- Gravelures, 2009

### Essais
- El Hadj El Hachemi Guerouabi, 2008, Non Lieu Editions
- Les massacres d'octobre 1961, 2009
- Le combat des justes, El Ibriz Édition
- La Guerre d'Algérie, 1954-1962, éditions Alpha d'Alger
- Le Malouf, 2017, Edilivre
- Ziryab, le maître de l'Andalousie, 2021, Le Lys Bleu
- Les bandits d'honneur célèbres, 2022, Le Lys Bleu
- Les blessures de l'histoire, 2023, Le Lys Bleu

### Romans
- Les Amants de Padovani, 2004
- Affaires criminelles : histoires vraies 2006
- Le puits confisqué, Bahia Édition, 2010
- Destin à l'encre noire, éditions Dalimen, 2012